# 广晋煤矿公司旧址
广晋煤矿公司旧址，位于中华人民共和国山西省太原市杏花岭区杨家峪街道杨家峪村东。已列为太原市文物保护单位。
广晋煤矿公司建于1929年，位于太原城东的杨家峪。2011年12月31日，太原市人民政府公布其为第三批市级文物保护单位，编号86。